# Schiffsgrab

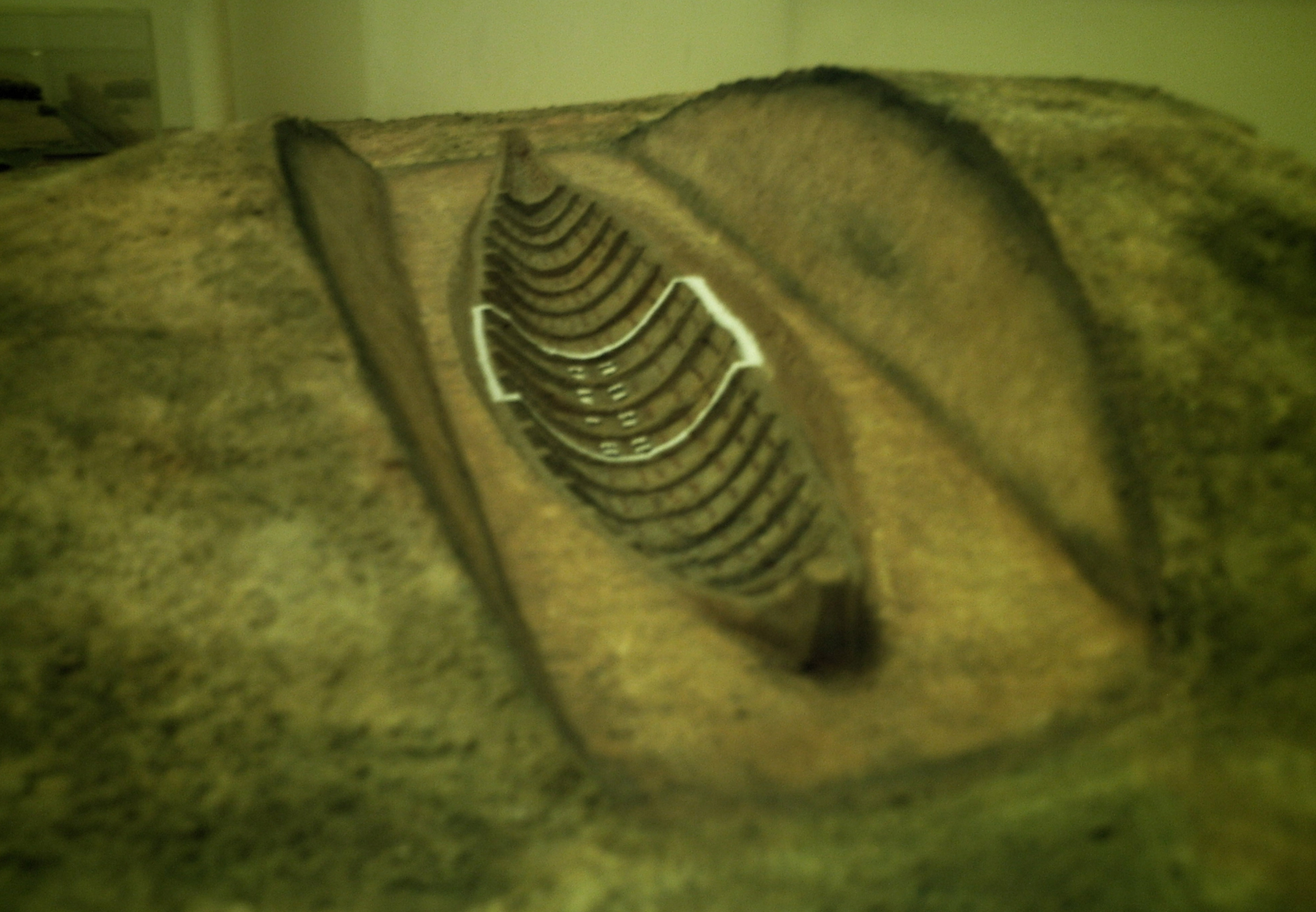
Modell eines Schiffsgrabes

Grabhügel über dem Ladbyschiff

Das freigelegte Ladbyschiff im Inneren des Grabhügels

Als Schiffsgrab (bei Längen unter 15 m auch Bootsgrab (schwedisch Båtgrav)) bezeichnet man eine eisen-, vendel- oder wikingerzeitliche Bestattung in einem größeren Wasserfahrzeug oft innerhalb eines Hügelgrabes, wie sie aus dem Baltikum, Dänemark, Deutschland (Haithabu), England, Finnland, Frankreich, Irland, von der Isle of Man aus Schottland und Skandinavien bekannt sind.
In schriftlichen Überlieferungen finden sich zahlreiche Hinweise auf Bestattungen in Booten und Schiffen mit unterschiedlichem Quellenwert, so in einem Reisebericht des Arabers Ahmad Ibn Fadlān aus den Jahren 971/972. Eine der bekanntesten Begebenheiten, die Ibn Fadlan darin beschreibt, ist das Begräbnis eines Schiffsführers der Rus, der mit seinem Schiff, einem großen Teil seiner Waren und einer rituell getöteten Sklavin verbrannt wird.
In Lied und Epos werden in den Isländersagas Bootsgräber beschrieben. So schildert das Begräbnis von Unnr, wie nach dem Totenmahl ihr Leichnam zu einem bereiteten Hügel gebracht und in ein Boot gelegt wurde. Eine besondere Form der Schiffsbestattung in Form einer Schiffsaussetzung findet sich im Beowulfepos (Beowulf 26–52) bei Scyld, welcher, mit Schätzen ausgestattet, der See übergeben wird.

## Abgrenzung
Bei den Schiffssetzungen handelt es sich um bootförmige Steinsetzungen, die Brand- oder Urnengräber markieren. Ein kultureller Unterschied besteht zwischen dem Grab von Sutton Hoo und späteren Bootsgräbern.

## Sutton Hoo
Einer der bekanntesten Fundorte für ein Schiffsgrab ist Sutton Hoo in Suffolk, England, wo sich ein Gräberfeld mit insgesamt 19 Grabhügeln befindet. Hier wurde 1939 in dem größten Hügel ein 27 m langes Schiff mit 38 Rudern ausgegraben, ein Langschiff bzw. Vorläufer eines Wikingerschiffs. In der Mitte befand sich eine Grabkammer, in der eine Bestattung nicht eindeutig nachgewiesen werden konnte, die aber mit zahlreichen Grabbeigaben bestückt war. So fanden sich dort unter anderem eine goldene Gürtelschnalle, ein mit Gold und Granaten verziertes Schwert, eine ebenso verzierte Tasche sowie Schwertgehänge, 10 Silberschalen, ein vergoldeter Bronzehelm, merowingische Münzen, eine Silberplatte byzantinischen Ursprungs sowie ein Paar Silberlöffel. Sutton Hoo ist der reichste Grabfund, der in England gemacht wurde, wenngleich der Schatz von Staffordshire bedeutender ist. Die Bestattung datiert nach den im Grab gefundenen Münzen auf etwa 625 n. Chr.; in der Forschung wird oft vermutet, dass es das Grab Königs Rædwald von East Anglia darstellt. Es ist also vorwikingerzeitlich und daher wie das Bootsgrab von Snape (Suffolk) gesondert zu betrachten.
Eine zweite Bootsbestattung befand sich in Grabhügel 2, dieser war jedoch frühzeitig von Raubgrabungen betroffen, die wenigen Überreste deuten an, dass sie ungefähr zeitgleich mit Grab 1 zu datieren ist.
Einige angelsächsische Bettbestattungenlegen weisen Merkmale auf, die sie sie mit Schiffsbestattungen in Verbindung bringen, z. B. (Shrubland Hall in Coddenham, Swallowcliffe Down).

## Schiffsgräber in Europa
Die häufigsten archäologischen Funde von Schiffsgräbern in Nordeuropa stammen aus der Wikingerzeit. Eine neue Untersuchung des Hügels Herlaugshaugen in Norwegen hat ergeben, dass die dortige Schiffsbestattung aus dem Jahr 700 n. Chr. datiert. Dies setzt die Tradition der Schiffsbestattungen weiter in die Vergangenheit.
Diente das Nydam-Schiff um 300 n. Chr., ohne den Hintergrund einer Bestattung, noch als Siegesopfer für die erfolgreiche Abwehr einer Invasion, sind aus der Zeit zwischen 800 und 1050 n. Chr. eine Reihe von Schiffsbegräbnissen von Skandinaviern überliefert. Die Schiffe wurden nicht eigens für die Bestattung gebaut, sondern waren zuvor als Handels- und Kriegsschiffe im Alltagsgebrauch. Als Grabbeigaben wurden unter anderem Hunde, Pferde und Reitgeschirr, Schmuck, Tafelgeschirr und Waffen gefunden, die neben dem schon für die Grabstätte betriebenen Aufwand Rückschlüsse auf einen hohen sozialen Status des Bestatteten zulassen.
In dem Schiffsgrab, in dem das Oseberg-Schiff gefunden wurde, waren die Skelette der Nebenfrauen in der Grabkammer erhalten, das der Königin aber verstreut. Außerdem war ein zertrümmertes Bett zu finden. Das Gleiche fand man im Hügelgrab, in dem das Gokstad-Schiff gefunden wurde. Man deutet diesen Befund so, dass der Tote dort keine Wohnstatt haben sollte. Es ging um die totale Vernichtung des Toten. Der Tote war ein haugbonde, ein „Hügelgrabbewohner“.  Der Glaube, dass die Toten im Grabhügel wohnten, hielt sich bis in die Neuzeit.
Viele der zwischenzeitlich ergrabenen Schiffsbestattungen weisen Zerstörungen auf, die nicht nur auf antiken Grabraub, sondern auch auf Umbettungen in christliche Gräber (translatio) zurückgeführt werden.
Funde und Fundstätten sind unter anderem
- Norwegen
  - Bryggen-Schiff
  - Gjellestad-Schiff, Fund bei Halden
  - Gokstad-Schiff, Schiffsgrab des späten 9. Jahrhunderts,
  - Grønhaug-Schiff, ältestes Schiffsgrab Skandinaviens
  - Kvalsund-Boot
  - Myklebust-Schiff
  - Oseberg-Schiff, Schiffsgrab von 834
  - Storhaug-Schiff
  - Bootsgrab von Senja
  - Tuneschiff, Schiffsgrab um 900 in Rolvsøy bei Fredrikstad
  - Bootsgrab von Vinjeøra

- Bootsgräber (Auswahl)

Valle i Rolvsøy
Shop-Dal,
Beets in Rygge,
Hunn in Borge,
Pipes Nordre in Rygge,
auf Kirkeøy
Wal- und Gjellestad Berg
Jellhaugen
- Großbritannien
  - Bootsgrab von Scar um 900 auf den Orkney
  - Giant’s Grave auf Shetland
  - Schiffsgrab von Balladoole, auf der Isle of Man
  - Schiffsgrab von Ballateare, auf der Isle of Man
  - Schiffsgrab von Port an Eilean Mhòir, auf Ardnamurchan, 10. Jahrhundert
- Deutschland
  - Bootsgräber auf Usedom
  - Groß Strömkendorf, Reric Mecklenburg-Vorpommern
  - Bootkammergrab von Haithabu, um 900 in Schleswig-Holstein
  - Ralswiek, Rügen Mecklenburg-Vorpommern
- Dänemark
  - Brokær
  - Enekrogen
  - Flintinge-Schiff auf Lolland
  - Foulum
  - Gammelby-Schiff auf Jütland
  - Grødbygård
  - Ladbyschiff, ein Schiffsgrab um 925 auf Fünen
  - Petersdal[8]
  - Slusegård, zwei Einbäume (200 n. Chr.)
  - Tømmerby
- Schweden
  - Bootsgrab von Årby Gård 10. Jahrhundert in Upland
  - Augerum
  - Järavallen
  - Köpingsvik, Schiffsgrab des 10. Jahrhunderts auf Öland
  - Lackalänga
  - Löddeköpinge
  - Simris
  - Valleberga
  - Vellinge
- Frankreich
  - Île de Groix
- Estland
  - Wikingerschiffsgrab von Salme auf Saaremaa

Der Schiffsfriedhof von Skuldelev aus dem frühen 11. Jahrhundert diente hingegen nicht als Grabstätte, sondern zur Barriere vor dem Hafen von Roskilde.